# Flora des Aachener Beckens
Flora des Aachener Beckens (abreviado Fl. Aachen. Beckens) es un libro con ilustraciones y descripciones botánicas que fue escrito por el naturalista, y entomólogo alemán Johann Heinrich Kaltenbach. Fue publicado en Aquisgrán en el año 1845.